# مزرعه التفاح
مزرعه التفاح (به عربی: مزرعة التفاح) یک منطقهٔ مسکونی در لبنان است که در شهرستان زغرتا واقع شده‌است.